# 데바남피야 티사
데바남피야 티사(싱할라어: දේවානම්පිය තිස්ස)는 기원전 3세기 아누라다푸라 왕국의 왕이다. 전통적인 연대기에 따르면, 그는 기원전 307년부터 267년까지 통치했지만, 빌헬름 가이거와 같은 현대 학자들에 의해 채택된 수정된 연대기는 그의 통치 기간을 기원전 247년부터 207년까지로 비정하고 있다. 그의 치세에 마우리아 제국의 황제 아소카에 의해 스리랑카에 불교가 전래되었다. 그의 치세의 주요 원천은 마하밤사이며, 이는 다시 더 고대의 디파밤사에 기반을 두고 있다.

## 치세

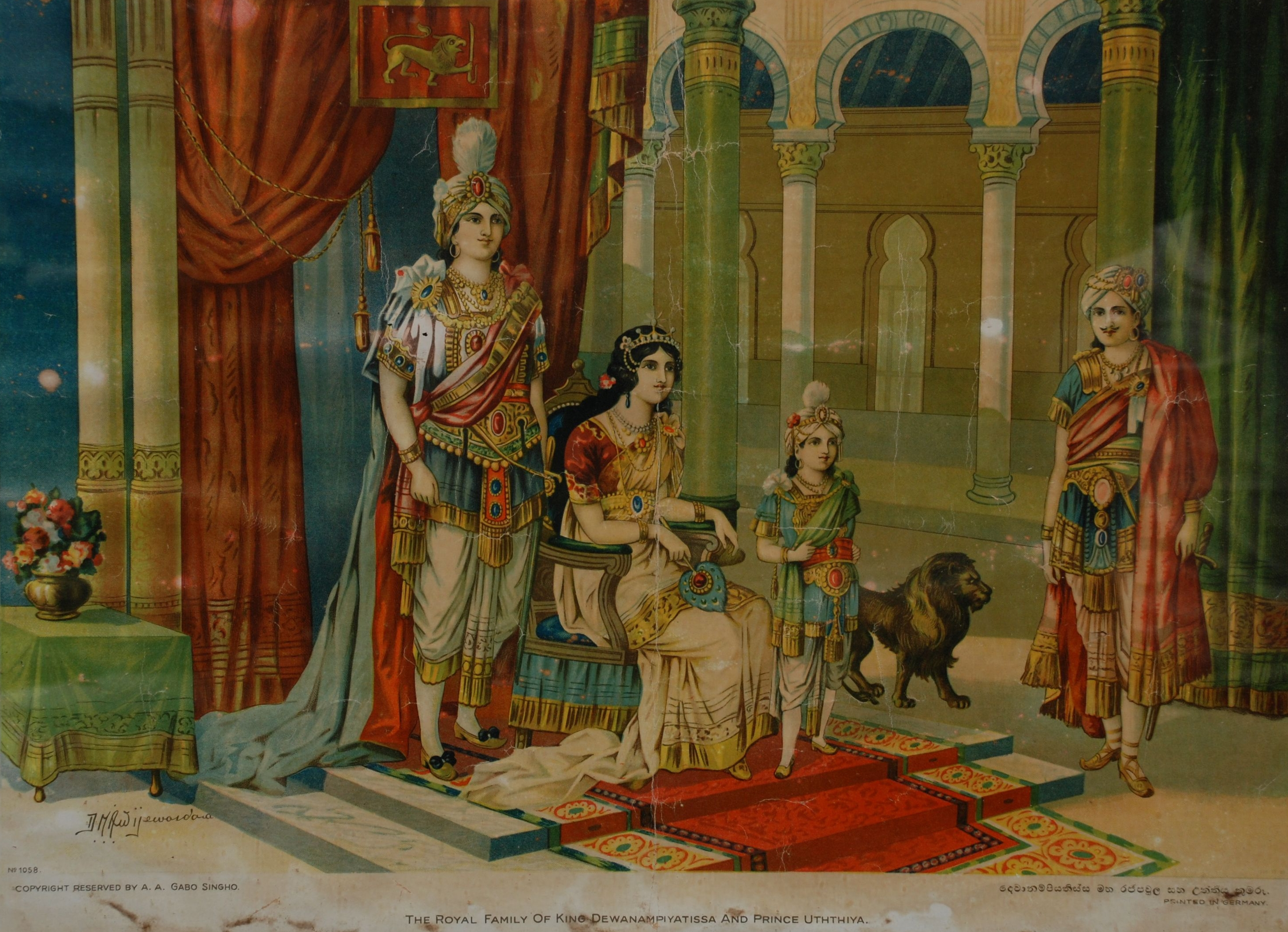
데바남피야 티사 왕과 그의 아들 웃티야.

티사는 선대 아누라다푸라 국왕인 무타시바의 둘째 아들이다. 마하밤사에서는 그를 "덕과 지성에 있어서 그의 모든 형제들 중에서 가장 앞서 있다"고 평가하고 있다.
마하밤사는 그와 아소카와의 우정에 대해 언급하고 있다. 연대기 제9장에서는 "두 군주, 데바남피야티사와 다르마소카는 비록 한 번도 본 적이 없지만 이미 오랜 친구 사이였다"고 언급하고 있는데, 여기서 다르마소카는 아소카의 이명이다. 연대기에는 또한 티사가 마우리아의 강력한 황제에게 선물을 보냈으며, 이에 대한 답으로 아소카는 선물뿐만 아니라 불교로 개종했다는 소식과 함께 티사에게 그 신앙을 채택해 달라는 탄원서를 보냈다고 언급하고 있다. 왕은 그 당시에 데바남피야("신들의 사랑을 받는 자")이라는 이름을 채택하고 자신을 랑카의 왕으로 추대하여 성대한 축하 행사를 열었던 것으로 보인다.
데바남피야티사는 전통적으로 그의 동생 웃티야와 마하시바가 계승했다고 전해진다. 그의 다른 형제인 마하나가는 루후나의 설립자였다.

## 불교 개종

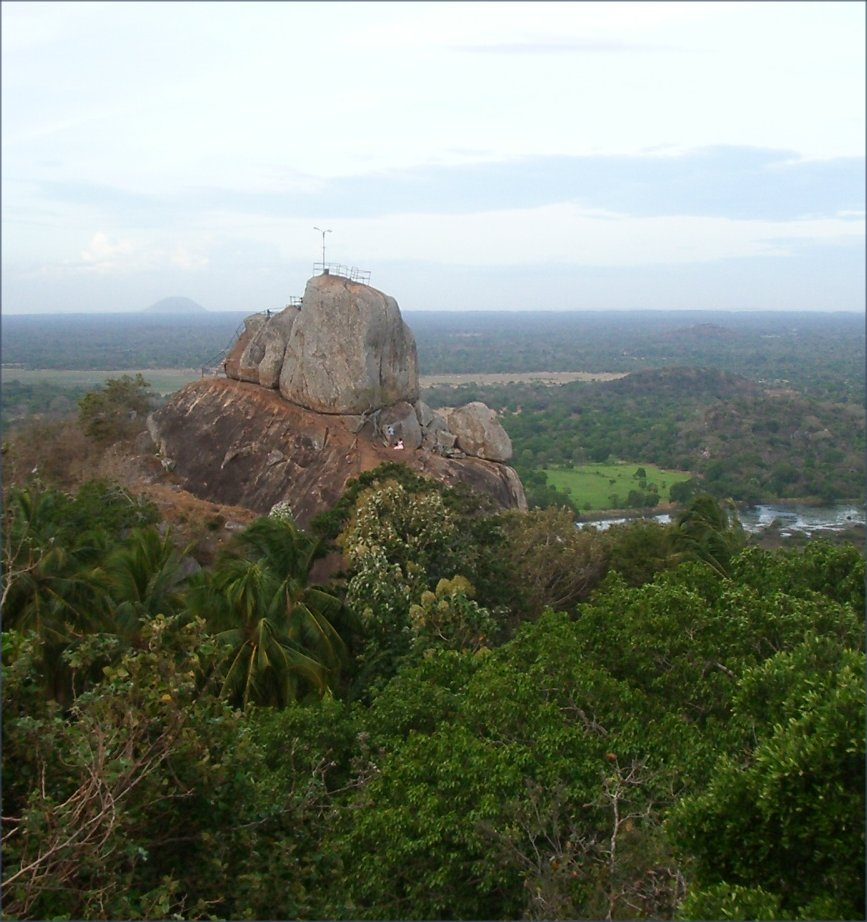
데바남피야 티사가 불교로 개종했다고 알려진 장소인 미힌탈레.

아소카는 불교 전파에 깊은 관심을 가졌다. 스리랑카의 전승에 따르면, 그의 아들인 마힌다가 스리랑카로 건너가 그곳의 백성들을 개종시키려고 했다고 한다. 마힌다의 도착과 왕과의 만남을 둘러싼 사건들은 스리랑카 역사에서 가장 중요한 전설 중 하나를 이룬다.
마하밤사에 따르면 데바남피야티사 왕은 미힌탈레라고 불리는 산 근처에서 약 4만 명의 병사들과 사냥을 즐기고 있었다. 이 날짜는 전통적으로 포손 달의 보름날과 연관되어 있다.
미사카 기슭에 도착한 데바남피야티사는 사슴 한 마리를 쫓아 덤불 속으로 들어갔고, 마힌다(테라라는 존칭으로 지칭됨)와 마주쳤다. 마하밤사는 위대한 왕이 '무서워' 했고, 테라가 사실은 '야카' 즉 악마라고 확신하였다. 그러나, 테라 마힌다는 '대왕이시여, 저희는 법왕(부처)의 제자들이며, 저희는 오직 그대만을 연민하여 잠부드비파에서 이곳으로 왔습니다.'고 선언했다. 데바남피야티사는 그의 친구 아쇼카로부터 온 소식을 상기했고, 이들이 인도에서 온 선교사들이라는 것을 깨달았다. 테라 마힌다는 계속해서 그 왕의 일행에게 설법하고, 왕의 불교 개종을 주재했다.

## 중요한 종교적 사건들
1. 테라 마힌다 일행의 도래로 스리랑카 불교의 성립.
2. 테리 상가미타 일행의 도래로 성스러운 대보리수를 심고 비구니 사사나(비구니 여승)를 세웠다.
3. 마하 비하라 사원이 세워진 곳에 승려들에게 마하메가바나를 바쳤고, 이 사원은 상좌부 불교의 중심지가 되었다.
4. 석가모니의 오른쪽 쇄골사리를 모신 최초의 역사적인 스투파인 투파라마야의 건축.[6]

## 그의 치세의 흔적

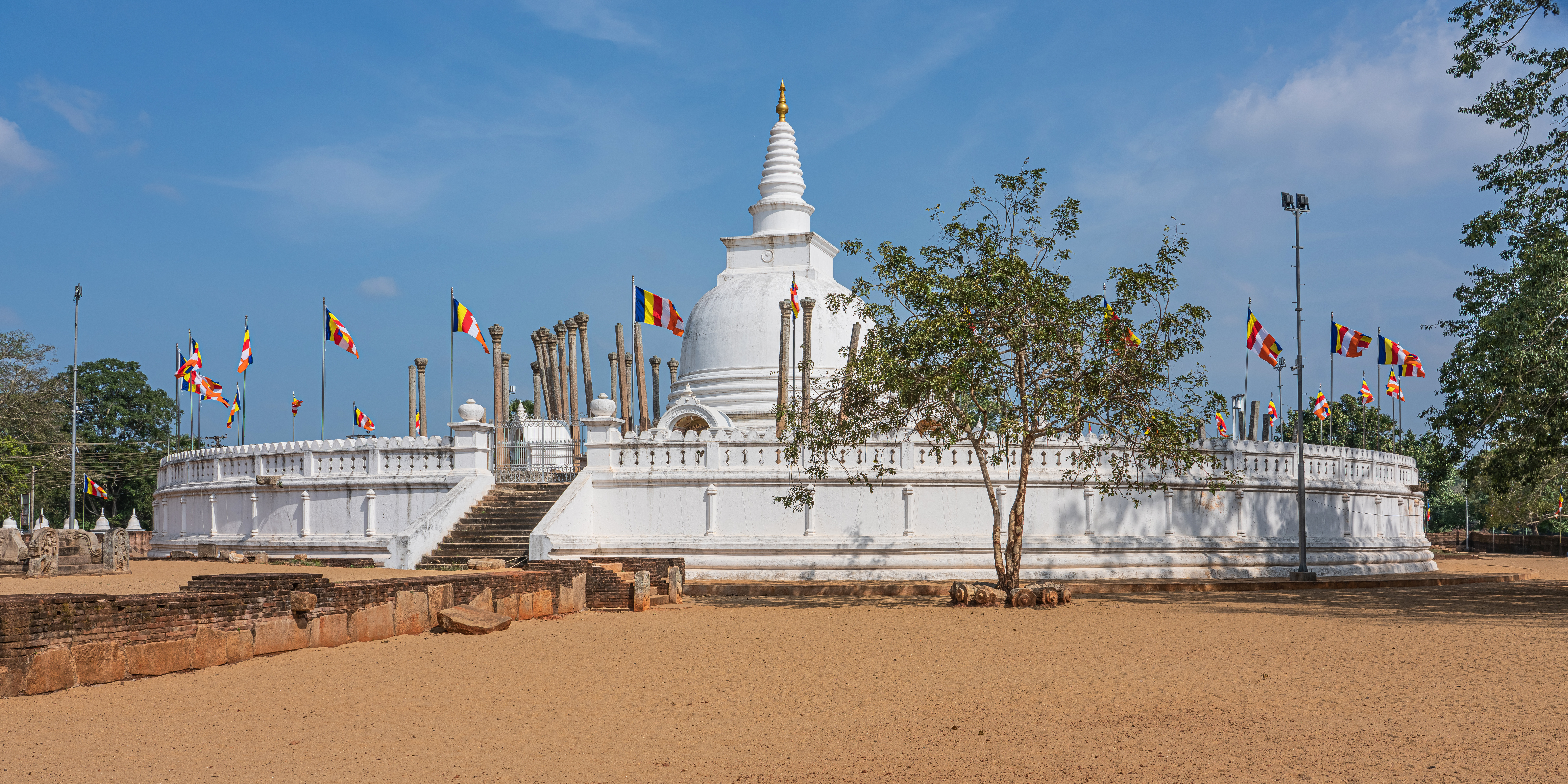
아누라다푸라의 투파라마는 데바남피야 티사의 치세에 지어진 것으로 추정된다.

데바남피야티사의 치세가 매우 이른 시기라는 점과 자료가 부족하다는 점을 고려하면, 불교 개종이 실질적인 측면에서 데바남피야티사의 치세에 어떤 영향을 미쳤는지 알기 어렵다. 예를 들어, 티사마하비하라를 비롯한 왕이 지은 다양한 사원들에 대한 언급이 있지만, 어떤 사원도 확실하게 찾을 수 없다.
그러나 상당히 확실한 것은 그가 테라 마힌다와 처음 만났던 장소인 미힌탈레가 오늘날 스리랑카에서 가장 신성한 장소들 중 하나라는 것이다. 신성한 경내에는 암바스탈라, 즉 '망고 나무 스투파'가 있는데, 이곳에서 테라 마힌다가 왕에게 학습 능력을 점검하기 위해 일련의 수수께끼를 냈으며, 테라 마힌다가 40년 넘게 살았던 동굴과 부처의 유물이 있는 마하 세야가 이곳에 위치하고 있다.
데바남피야티사의 치세와 관련된 또 다른 주요 장소는 아누라다푸라에 있는 대보리수를 심은 곳이다. 이 나무는 아소카 황제가 섬에 준 또 다른 선물이었고 아누라다푸라 경내에 심어졌으며 세계에서 가장 오래된 인간이 심은 나무로 여겨진다.
데바남피야티사는 550에이커에 달하는 티사 웨와를 건설했다. 제방만 2마일 길이에 높이는 25피트이다. 오늘날에도 주요 관개용 저수지이며 아누라다푸라의 농부들에게 필수적인 수자원으로 기능하고 있다.

### 인용주
1. ↑  불교 전통
2. ↑  최근 학설

### 참조주
1. ↑  “Sri Lanka Before It Became Predominantly Buddhist – Ilankai Tamil Sangam”.
2. ↑  “The Hindu Religious Heritage in Sri Lanka – Ilankai Tamil Sangam”.
3. ↑  Geiger, Wilhelm; Bode, Mabel Haynes (1912년 8월 25일). “Mahavamsa : the great chronicle of Ceylon”. London : Pub. for the Pali Text Society by Oxford Univ. Pr. xxxvii쪽  – Internet Archive 경유.
4. ↑  “The Mahavamsa - Chapter XI - the Consecrating of Devanampiyatissa”. 2006년 3월 16일에 원본 문서에서 보존된 문서. 2006년 6월 19일에 확인함.
5. ↑  See, e.g., Keown, Hodge & Tinti (2003), p. 72, entry for 'Devānampiya Tissa,' where it is translated as 'dear to the gods'.
6. ↑  《The growth of Buddhist monastic institutions in Sri Lanka from Brahmi inscriptions. Epigraphia Zeylanica. (Volume: VIII)》. Department of Archaeology. 2014. 47쪽.
7. ↑  Mahanama Thera. "XIV - The Entry into the Capital" 보관됨 2006-03-16 - 웨이백 머신. The Mahavamsa. Translated by Geiger, Wilhelm Ludwig. Retrieved 25 July 2020.
8. ↑  “King Devanampiya Tissa (306 BC – 266 BC)”. 《The Mahavamsa》. 2010년 3월 18일. 2020년 7월 25일에 확인함.